# Соту-Майор (Транкозу)
Соту-Майор (порт. Souto Maior) — район (фрегезия) в Португалии, входит в округ Гуарда. Является составной частью муниципалитета Транкозу. По старому административному делению входил в провинцию Бейра-Алта. Входит в экономико-статистический субрегион Бейра-Интериор-Норте, который входит в Центральный регион. Население составляет 145 человек на 2001 год. Занимает площадь 6,18 км².